# 1750년
1750년은 목요일로 시작하는 평년이다.

## 연호
- 청(淸) 건륭(乾隆) 15년
- 일본(日本) 간엔(寛延) 3년
- 후 레 왕조(後黎朝) 까인흥(景興) 11년

## 기년
- 류큐(琉球) 쇼케이왕(尚敬王) 38년
- 청(淸) 고종 건륭제(高宗 乾隆帝) 15년
- 조선(朝鮮) 영조(英祖) 26년
- 후 레 왕조(後黎朝) 현종(顯宗) 11년

## 사건
- 균역법 실시
- 영국 의회, 철 조례를 제정하여, 북미 식민지인들이 철을 녹이는 것을 금지하였다.

## 탄생
장조의장남의소세손

## 사망
- 7월 15일 - 러시아 작가 바실리 타시셰프
- 7월 28일 - 독일 작곡가 요한 제바스티안 바흐
- 11월 20일 - 모리스 드 삭스, 신성 로마 제국 출신 프랑스 군인.